# Deutscher Lehrkräftepreis
Der Deutsche Lehrkräftepreis – Unterricht innovativ ist ein jährlich stattfindender Wettbewerb zur öffentlichen Anerkennung von Lehrkräften und Schulleitungen sowie zur Weiterentwicklung des Schulunterrichts. Träger sind die Heraeus Bildungsstiftung und der Deutsche Philologenverband, Schirmherr ist das Bundesministerium für Bildung und Forschung.

## Geschichte
Als Vorläufer des Deutschen Lehrkräftepreises gelten zwei Wettbewerbe: zum einen der Wettbewerb Unterricht innovativ, der von 2003 bis 2008 vom Deutschen Philologenverband, dem Bundesverband der Deutschen Industrie und der Stiftung Industrieforschung durchgeführt wurde; zum anderen der Lehrerpreis Pisagoras, der in den Jahren 2007 und 2008 unter der Schirmherrschaft des Bundesministeriums für Bildung und Forschung vergeben wurde.
Der Deutsche Lehrerpreis – Unterricht innovativ wurde 2009 als Nachfolger vom Deutschen Philologenverband und der Vodafone Stiftung Deutschland initiiert und bis 2019 jährlich vergeben. Dieser neue Wettbewerb sah zwei Säulen vor: die Prämierung besonders innovativer Unterrichtsprojekte sowie die Wahl ausgezeichneter Lehrkräfte durch ihre Schüler.
Im Jahr 2020 übernahm die Heraeus Bildungsstiftung die Trägerschaft von der Vodafone Stiftung und regte die Erweiterung des Preises um die dritte Kategorie Vorbildliche Schulleitung an.

## Kategorien und Nominierung
Der Deutsche Lehrkräftepreis wird in drei Kategorien vergeben:
1. In der Kategorie Unterricht innovativ können sich Lehrkräfte an deutschen Schulen des sekundären Bildungsbereichs (inkl. berufsbildender Schule und deutscher Auslandsschulen) bewerben.[3] Ausgezeichnet werden innovative Unterrichtsprojekte, die „fächerübergreifend, nachhaltig wirksam und in Teamarbeit entstanden sind“. Die ersten drei Plätze sind mit 2000 €, 1.500 € und 1000 € dotiert.[4]
2. In der Kategorie Ausgezeichnete Lehrkräfte nominieren Schüler des laufenden und vorherigen Abschlussjahres aus dem Sekundarbereich Lehrer, die sich aus ihrer Sicht hinsichtlich der folgenden Kategorien besonders auszeichnen: „neue Wege gehen“, „kreativ sein“, „Stärken weiterentwickeln“, „Begeisterung wecken“, „Augenhöhe“ sowie „Haltung zeigen und für Werte einstehen“. Die ersten 10 Plätze sind mit je 1000 € dotiert.[5]
3. In der Kategorie Vorbildliche Schulleitung können Lehrer aller Schulformen ihre Schulleitung nominieren. Die sieben Kriterien des Preises sind: „Entscheidungskultur“, „Kooperationen“, „Persönlichkeit“, „Innovation“, „Personalentwicklung“, „Teamentwicklung“ sowie „Lernwirksamkeit“. Die ersten drei Plätze sind mit 2000 €, 1.500 € und 1000 € dotiert.[6]

Neben diesen drei Hauptkategorien werden Sonderpreise verliehen, beispielsweise in den Jahren 2023 und 2024 jeweils ein Sonderpreis: Kulturelle Bildung, gefördert von der PwC-Stiftung, sowie ein Sonderpreis: Umwelt & Nachhaltigkeit, gefördert vom Cornelsen Verlag.

## Preisverleihung
Ein „bundesweiter Gutachter-Kreis“ wählt in einer Vorauswahl aus den eingereichten Nominierungen zunächst Kandidaten aus. Eine Fachjury mit Vertretern aus Wissenschaft, Politik und Zivilgesellschaft begutachtet dann diese Kandidaten und trifft die Entscheidung über die Preisträger.
Im Jahr 2022 lagen Bewerbungen und Nominierungen von ca. 8 500 Lehrkräften und Schülern vor; daraus wurden vier Unterrichtsprojekte (Kategorie 1), zehn Lehrkräfte (Kategorie 2) und vier Schulleitungen (Kategorie 3) ausgezeichnet.